# Salar de Olaroz (lithiový důl)

Salar de Olaroz je povrchový důl na lithium, který se nachází ve stejnojmenné solné laguně v departamentu Susques provincie Jujuy na severozápadě Argentiny. Solné jezero Olaroz je zároveň  - podobně, jako některé další solné laguny v Argentině, Bolívii a Chile - zdrojem lithia a uhličitanu draselného (potaše), jež jsou zde těženy.

## Těžba
Salar de Olaroz je prezentován jako vlajkový projekt nadnárodní společnosti Orocobre Ltd., sídlící v australském Brisbane. Projekt byl realizovaný od roku 2012 pod názvem Olaroz Lithium Facility společně s japonskou firmou Toyota Tsusho Corporation (TTC) a ve spolupráci s argentinskou vládou prostřednictvím dohody se společností Jujuy Energia y Mineria Sociedad del Estado (JEMSE), která je těžební a investiční společností jujuyské provincie.  Studie, publikovaná v roce 2011, hovoří o 1 752 miliónech krychlových metrů solanky v laguně Olaroz. Podle uvedené studie, zpracované na základě předchozích průzkumu a testů, 1 litr této solanky obsahuje 690 miligramů lihia, 5730 mg potaše a 1 050 mg boru. Lithium a další suroviny jsou získávány ze solanky postupným odpařování a posléze dalšími procesy. První lithium, vytěžené ze solného jezera Olaroz, bylo dodáno odběratelům na počátku roku 2015.V roce 2016 byla plánována roční produkce 17,500 tuny uhličitanu lithého v nejvyšší  kvalitě (battery grade = >99.5% ) a 25,000 tuny Li2CO3 v průmyslové kvalitě (>99 %). Těžba lithia v této lokalitě je považována za velmi perspektivní s výhledem na více než čtyři desetiletí.